# Thor: Ljubezen in grom
Thor: Ljubezen in grom je ameriški superjunaški film iz leta 2022, ki temelji na istoimenskem liku iz Marvelovih stripov. Produciral ga je Marvel Studios, distributiral pa ga je Walt Disney Studios Motion Pictures. Je nadaljevanje filma Thor: Ragnarok (2017) in 29. film v Marvel Cinematic Universe (MCU). Film je režiral Taika Waititi, ki je skupaj z Jennifer Kaytin Robinson napisal scenarij. V filmu igrajo Chris Hemsworth, Christian Bale, Tessa Thompson, Jaimie Alexander, Russell Crow in Natalie Portman. V filmu Thor poskuša najti notranji mir, vendar se mora vrniti v akcijo in zaposliti Valkyrie, Korga in Jane Foster, da ustavijo Gorra in mu preprečijo odstranitev vseh bogov.
Hemsworth in Waititi sta se dogovorila o načrtih za nadaljevanje filma Thor: Ragnarok januarja 2018. Thor: Ljubezen in grom je bil napovedan julija 2019, Hemsworth, Waititi in Thompson so se pridružili igralski zasedbi, pozneje pa so najeli še Portman, ki v Ragnaroku ni nastopila. Waititi je želel ločiti Ljubezen in grom od Ragnaroka, s čimer je želel posneti romantični film in pustolovščino, navdihnjeno iz 1980-ih. Priredil je elemente iz stripov Jasona Aarona o Thoru v 2010-ih. Robinson se je februarja 2020 pridružil, da bi pomagal pri pisanju scenarija, nadaljnji člani igralske zasedbe pa so bili razkriti pozneje istega leta. Produkcija naj bi se začela konec leta 2020, vendar je bila prestavljena zaradi pandemije COVID-19. Snemanje se je nazadnje začelo januarja 2021 v Sydneyju v Avstraliji in se zaključilo v začetku junija istega leta.
Thor: Ljubezen in grom je bil premierno predvajan v gledališču El Capitan v Hollywoodu v Los Angelesu 23. junija 2022, v Združenih državah pa je bil izdan 8. julija kot del četrte faze MCU. Film je prejel mešane ocene kritikov, kateri so pohvalili film zaradi lahkotnosti, akcijskih prizorov in nastopov Hemswortha, Bala in Portmanove, kritizirali pa so scenarij in tonske nedoslednosti; medtem ko so njegovi humor in vizualni učinki naleteli na priljubljene odzive, so mnogi kritiki menili, da je film slabši od Ragnaroka. Film je po vsem svetu zaslužil 760,9 milijona dolarjev, s čimer je postal osmi najbolj dobičkonosen film leta 2022, pa tudi drugi najbolj dobičkonosen film v franšizi Thor.

## Vsebina
Gorr in njegova hčerka Love, zadnja iz svoje rase, se borita v puščavi. Kljub njunim molitvam svojemu bogu Rapu, Love umre. Necrosword, ki ubija boga, pokliče Gorra in ga vodi do Rapujevega bujnega kraljestva. Ko se Rapu kruto posmehuje Gorrovi stiski in jo zavrača, se ta odpove bogu, zaradi česar ga Rapu začne daviti. Necrosword se ponudi Gorru, ki z njim ubije Rapuja in priseže, da bo pobil vse bogove. Gorrju je podeljena sposobnost manipuliranja s sencami in ustvarjanja pošasti, vendar je pod vplivom meča preklet zaradi bližajoče se smrti in pokvarjenosti.
Medtem se Thor pridružil Varuhom galaksije po bitki Maščevalcev proti Thanosu. Izve za signal v sili od Sifa, zato zapusti od ekipe. Najde poškodovanega Sifa, ki ga opozori, da je Gorrov naslednji cilj Novi Asgard. Medtem so dr. Jane Foster, Thorjevi nekdanji punci, diagnosticirali raka v četrti fazi. Ker se je zdravljenje izkazalo za neučinkovito, odpotuje v Novi Asgard v upanju, da bi jo lahko ozdravilo Thorjevo kladivo Mjolnir, ki ga je pred tem uničila Hela.
Zaradi čarovnije, ki jo je Thor nevede naložil nanj leta prej, da bi zaščitil Fosterjevo, se Mjolnir prenovi in poveže z njo. Thor prispe v Novi Asgard ravno takrat, ko Gorr napade. Thor je presenečen, ko odkrije Fosterjevo z Mjolnirjem, vendar se združi z njo, Valkiro in Korgom, da bi se spopadel z Gorrom. Skupina ustavi Gorra, vendar ta pobegne, ugrabi več asgardskih otrok in jih zapre v kraljestvo senc. Skupina odpotuje v Omnipotence City, da bi posvarila druge bogove in jih prosila za pomoč pri ustvarjanju vojske. Vodja bogov, Zevs, noče pomagati, saj misli, da lahko ostanejo varni in skriti pred Gorrom v mestu; prav tako verjame, da Gorr ne bo mogel doseči svojega zastavljenega cilja, obiskati kraljestvo večnosti, kjer se mu bo izpolnila ena želja, domnevno uničiti vse bogove. Kot varnostni ukrep Zevs odredi ujetje skupine, da jim prepreči, da bi razkrili lokacijo mesta Gorru. Ko Zeus poškoduje Korga, Thor nabode Zevsa z lastno strelo, ki jo Valkyrie ukrade, preden pobegnejo, da bi se soočili z Gorrom v kraljestvu senc. Na poti Thor izve za Fosterjevo diagnozo raka.
Kmalu skupina prispe v kraljestvo senc, kjer pa ne morejo najti otrok. Fosterjeva opazi starodavne risbe, ki prikazujejo Thorjevo bojno sekiro Stormbreaker kot način za priklic Bifrosta, da vstopi v večnost, in izpelje past, ki jo je postavil Gorr. Odvrže Stormbreaker, da prepreči Gorru dostop do njega. Vendar Gorr premaga skupino in zagrozi, da bo ubil Fosterjevo, zaradi česar mora Thor priklicati nazaj. Gorr uspešno ukrade Stormbreakerja in poškoduje Valkyrie, preden se oslabljena Foster zgrudi.
Ko se vrne v Novi Asgard, Thor odkrije, da Fosterjina oblika Thorja njenemu telesu ne dovoljuje naravnega boja proti raku. Zaradi tega Thor sam odide do oltarja Eternityja in z Zeusovo strelo prepoji otroke s svojo močjo za boj proti Gorrovim pošastim, medtem ko se on spopade z Gorrom. Ko Foster začuti, da bo Gorr ubil Thorja, se pridruži bitki z Mjolnirjem, da bi ga rešila. Uničijo Necrosword in Gorra osvobodijo njegovega vpliva, vendar so trije pripeljani v kraljestvo Eternityja. Ko je Gorr pripravljen uresničiti svojo željo, Thor roti Gorra, naj oživi njegovo hčer, namesto da bi uničil bogove. Thor nato pusti Gorrja, da se odloči, in se posveti Fosterjevi, ki podleže njeni bolezni in umre v njegovih rokah. Gorr, ganjen nad njihovim prikazom, želi, da bi Večnost oživila Love, kar tudi podarja. Ko Gorr umre zaradi prekletstva, prosi Thora, naj poskrbi za Love. 
Pozneje se otroci vrnejo v Novi Asgard, kjer Valkyrie in Sif začneta njuno usposabljanje, v Fosterjin spomin pa postavijo spomenik. Thor posvoji Love, ki ga spremlja pri njegovem junaštvu, pri čemer Thor uporablja Mjolnirja, Love pa Stormbreakerja. V prizoru po koncu filma, v Omnipotence City, okrevajoči Zevs pošlje svojega sina Herkula, da ubije Thora. Nato Fosterjeva prispe do vrat Valhalle, kjer jo sprejme Heimdall.

## Vloge
- Chris Hemsworth – Thor
- Christian Bale – Gorr
- Natalie Portman – Jane Foster
- Tessa Thompson – Valkyrie
- Jaimie Alexander – Sif
- Taika Waititi – Korg
- Russell Crowe – Zeus